# 地瓜镇
地瓜镇，是中华人民共和国贵州省黔西南布依族苗族自治州普安县下辖的一个乡镇级行政单位。

## 行政区划
地瓜镇下辖以下地区：
地瓜社区、屯上村、岗坡村、木卡村和鲁沟村。